# Udara tenella
Udara tenella är en fjärilsart som beskrevs av William Henry Miskin 1891. Udara tenella ingår i släktet Udara och familjen juvelvingar. Inga underarter finns listade i Catalogue of Life.